# Olavi Ojanperä
Olavi Ojanperä, född 27 oktober 1921 i Tyrvis, död 8 maj 2016 i Helsingfors, var en finländsk kanotist.
Ojanperä blev olympisk bronsmedaljör i C-1 1000 meter vid sommarspelen 1952 i Helsingfors.